# Indômita
Indômita é segundo álbum de estúdio da cantora Aline Wirley, lançado em 27 de novembro de 2020 de forma independente.

## Desenvolvimento
Aline anunciou o lançamento através das suas redes sociais no começo de 2020. Inspirado em cantoras de música experimental como Grace Jones, Björk e Kate Bush, o projeto foi planejado para ser um álbum visual, com videoclipes para todas as músicas, porém a pandemia de COVID-19 no Brasil impossibilitou a gravação.

## Singles
"Curva do Rio" foi lançada como lead single do álbum, especialmente em 20 de novembro de 2020, Dia da Consciência Negra.

## Lista de faixas
| Padrão         |                                    |         |  |
| N.º            | Título                             | Duração |  |
| 1.             | "A Transformação dos Paradigmas"   | 1:27    |  |
| 2.             | "Oração"                           | 3:24    |  |
| 3.             | "Mandíbula" (part. Leandro Barros) | 3:38    |  |
| 4.             | "Curva do Rio"                     | 3:37    |  |
| 5.             | "Ragatanga"                        | 3:30    |  |
| 6.             | "Indômita"                         | 3:37    |  |
| 7.             | "Para o Novo"                      | 3:25    |  |
| 8.             | "Não Há o Que Temer"               | 0:57    |  |
| Duração total: | Duração total:                     | 24:00   |  |

## Histórico de lançamento
| País   | Formato(s)                  | Data                    | Gravadora    | Distribuidora       |
| ------ | --------------------------- | ----------------------- | ------------ | ------------------- |
| Brasil | Download digital, streaming | 27 de novembro de 2020  | Independente | Streamings digitais |
| Brasil | CD, LP                      | 15 de fevereiro de 2021 | Independente | Bolachão Discos     |